# Andreas von Gaudi
Andreas von Gaudi, auch Gawdy oder Gaudy (* 1613; † 1665) war ein schottischer kurbrandenburgischer Generalmajor.

## Leben
Gaudi war ein Angehöriger des schottischen Adelsgeschlechts Gowdie of Craigmuie auch Gaudie or Goldie aus Ayrshire und Dumfriesshire.
Er ist sehr wahrscheinlich von dem gleichnamigen, 1646 als Oberstleutnant in schwedischen Diensten stehenden, der auch Kommandant der schwedischen Truppen in Neumarkt war, zu unterscheiden.
Er stand als Oberst im Dienste Georgs II. in Siebenbürgen, wo er eine aus Deutschen und Ungarn zusammengesetzte Truppe glücklos befehligte. Im Jahr 1643 ließ er sich in Preußen nieder und erwarb 1650 das Rittergut Bündtken, später auch Gericken. Er avancierte in preußischen Diensten bis zum Generalmajor und verstarb 1650.
Die aus der Ehe mit Katharina von Murray, Tochter des Obersts Jacob von Murray hervorgegangenen Familie wird zum preußischen Adel gerechnet.